# El pan de todos
El pan de todos es una obra de teatro de Alfonso Sastre escrita en 1953 y estrenada en 1957.

## Argumento
David es un joven idealista que cree en los valores de la revolución que acaba de triunfar en su país. Su desencanto es grande cuando comprueba que en el fondo las cosas siguen igual y siguen existiendo poderes corruptos, con los que, según descubre, está relacionada su propia madre. David la denuncia a las autoridades y es ejecutada. Su delación lo atormenta, hasta que finalmente opta por el suicidio, y se convierte así en un héroe del régimen revolucionario.

## Estreno
- Teatro Windsord, Barcelona. 18 de marzo de 1953.
  - Dirección: Adolfo Marsillach.
  - Intérpretes: Adolfo Marsillach, Amparo Soler Leal, Milagros Leal, Carmen López Lagar, José María Caffarel.